# Ahin Posh
Ahin Posh o Ahan Posh Tape (en persa: پوش, 'coberta de ferro, lloc') és un antic conjunt budista amb una stupa i un vihara, que es troba a la rodalia de Jalalabad, l'Afganistan, datat del 150-160, en l'època de l'Imperi kuixan.
La stupa, l'excavà per primera vegada William Simpson al febrer del 1879. Va buidar-ne la base i foradà un túnel fins al centre. En l'excavació es trobaren restes d'una colossal estàtua de Buda Gautama d'argila coberta d'estuc a l'entrada de la porta principal, amb peus de 58 centímetres de longitud. La stupa estava decorada amb capitells indocorintis, indoperses i d'ordre jònic típics de l'època romana. Alguns capitells indocorintis tenien budes seguts entre el fullatge. Hi havia un compartiment de dipòsit de relíquies a la stupa Ahin Posh, amb un amulet d'or de Gandhara amb incrustacions de granat, en què es trobaren dues monedes: una de Vima Kadphises i una altra de Kanixka I. Hi havia monedes de reis de l'Imperi kuixan a la cambra central: deu monedes de Vima Kadphises (c. 113-127), sis monedes de Kanixka I, una amb una imatge de Buda dempeus, i una moneda de Huvixka (c. 150-190).(3)
També hi havia monedes romanes en el jaciment: un aureus de l'emperador Domicià (81-96), una moneda d'or de l'emperador Trajà (98-117) i un aureus de Víbia Sabina, esposa d'Hadrià (117-138). En la moneda de Sabina, se l'anomena «Agusta», títol que va rebre el 117, en el moment en què Hadrià és proclamat emperador. Per tant, la dedicació final de la stupa d'Ahin Posh fou posterior a aquesta data, probablement després del 120.

Aquest dipòsit encara es troba al Museu Britànic.

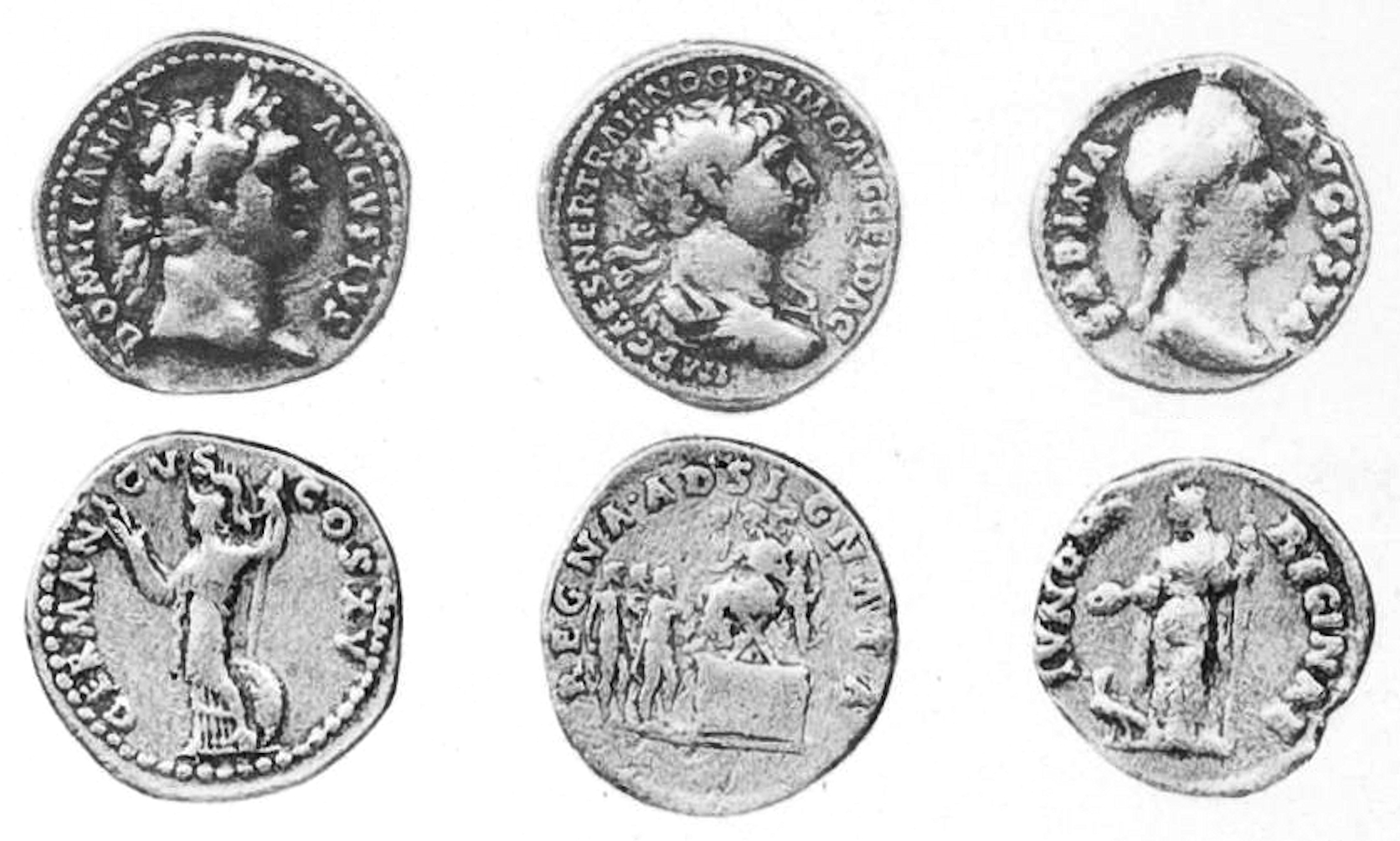
Les tres monedes romanes trobades al dipòsit central d'Ahin Posh
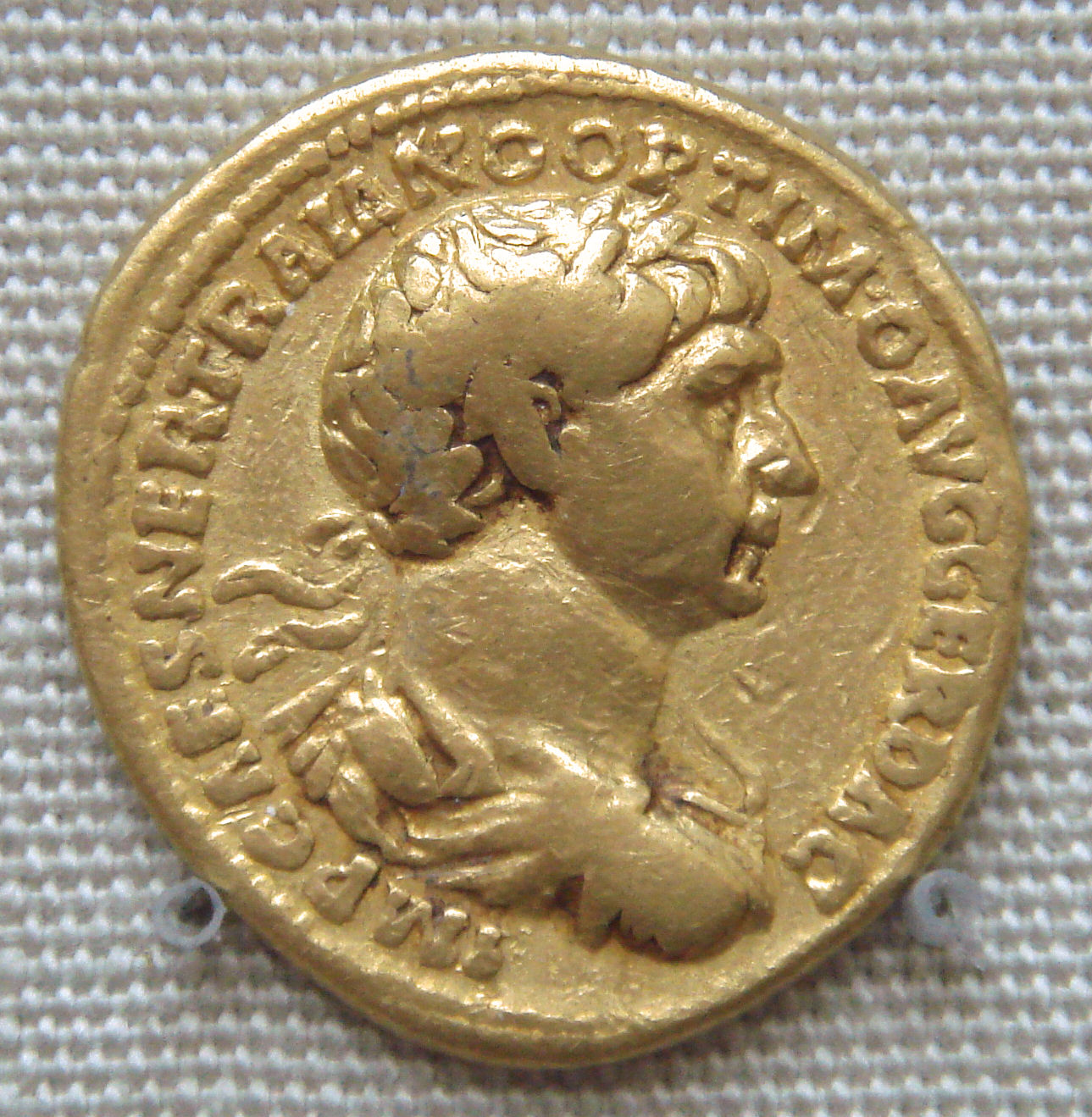
Moneda de Trajà, trobada amb monedes de Kanixka I a Ahin Posh
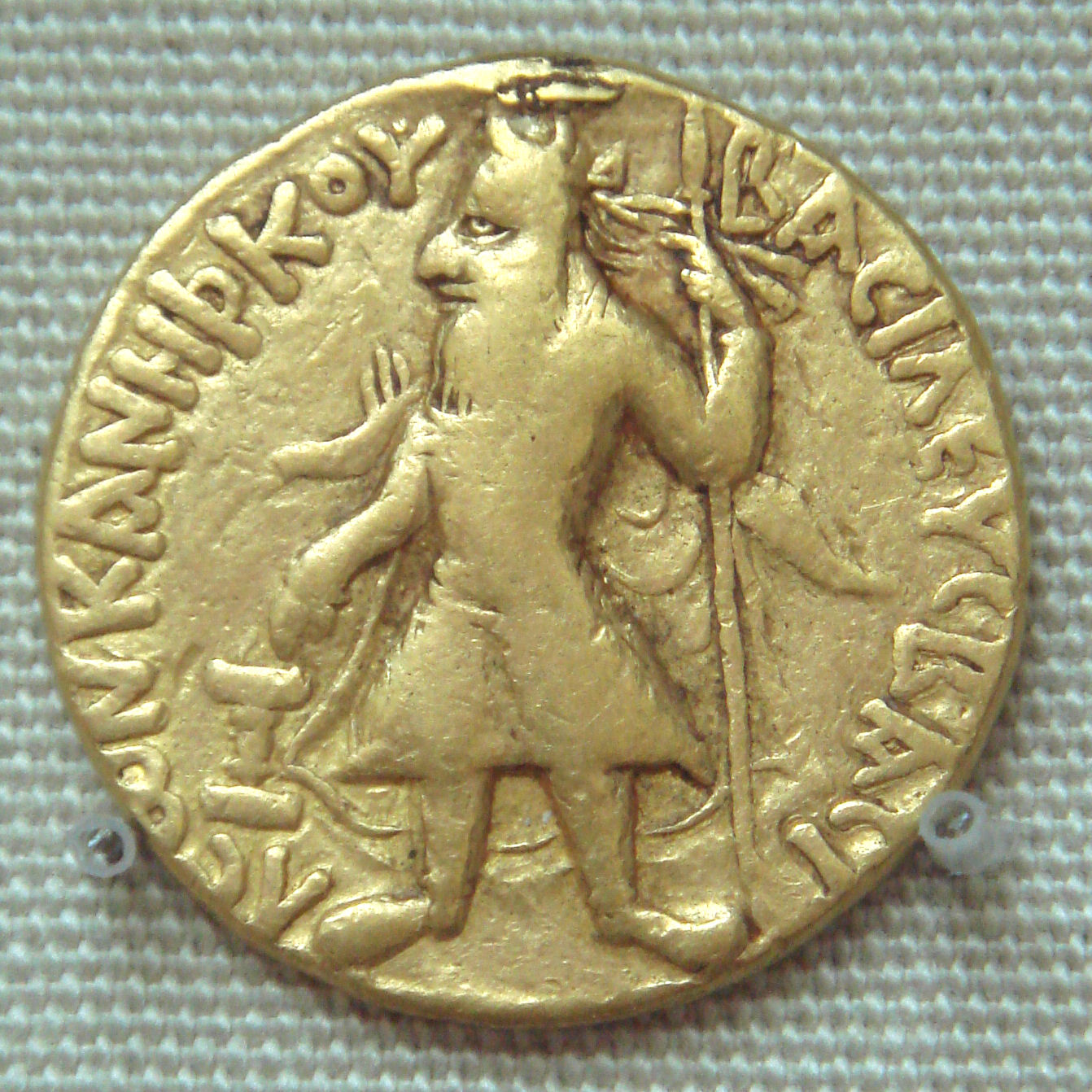
Moneda de Kanishka, trobada a Ahin Posh. Hi figura la deessa Selene ("ϹΑΛΗΝΗ") en el revers .
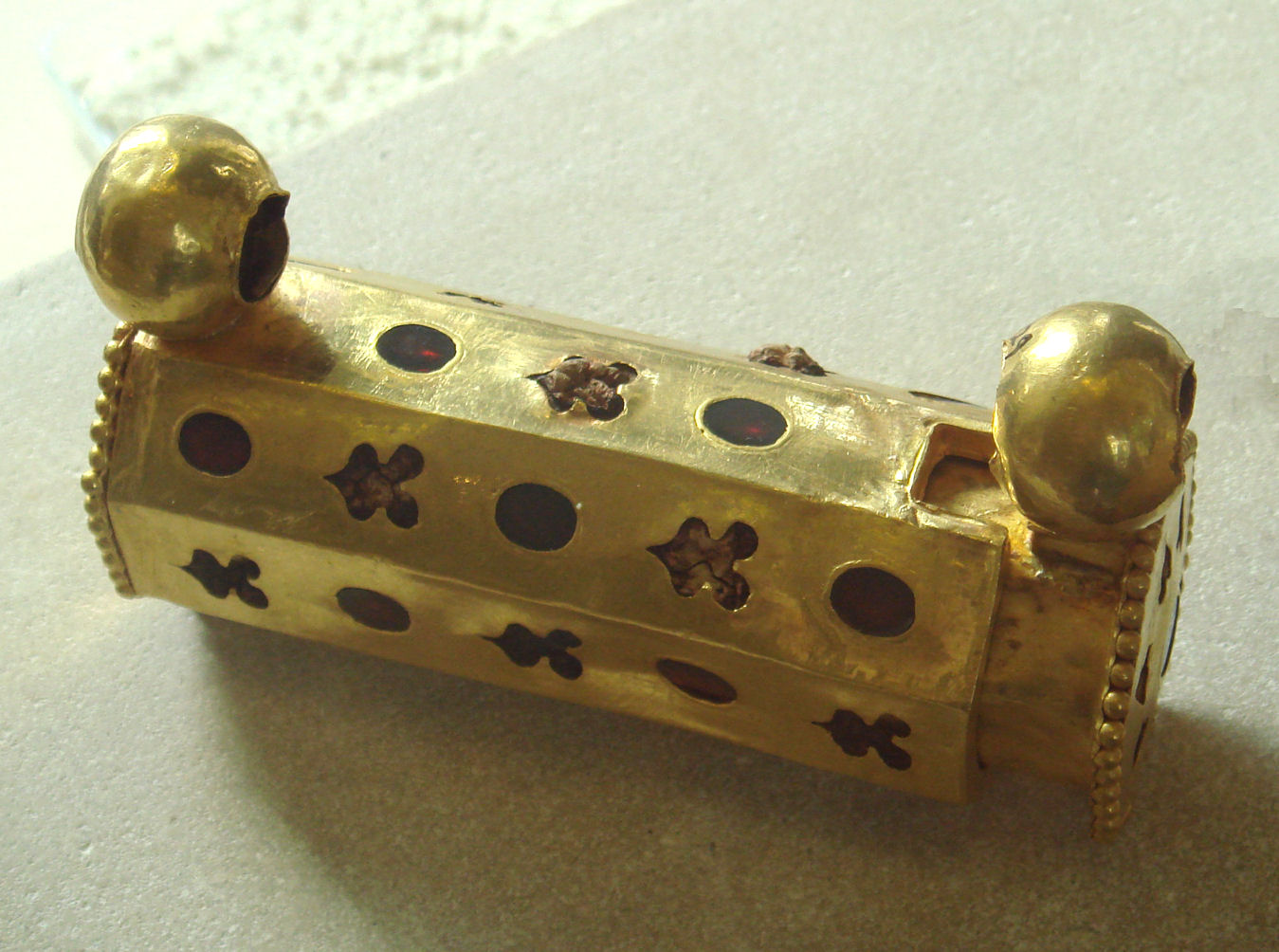
L'amulet d'or que contenia monedes de Vima Kadphises iKanixka I, encara al Museu Britànic
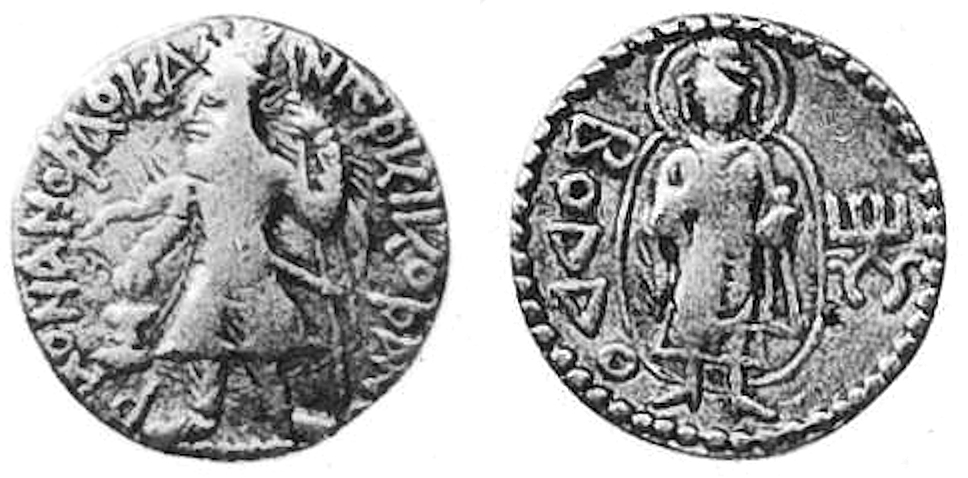
Moneda d'or de Kanixka I, amb Buda, trobada a Ahin Posh
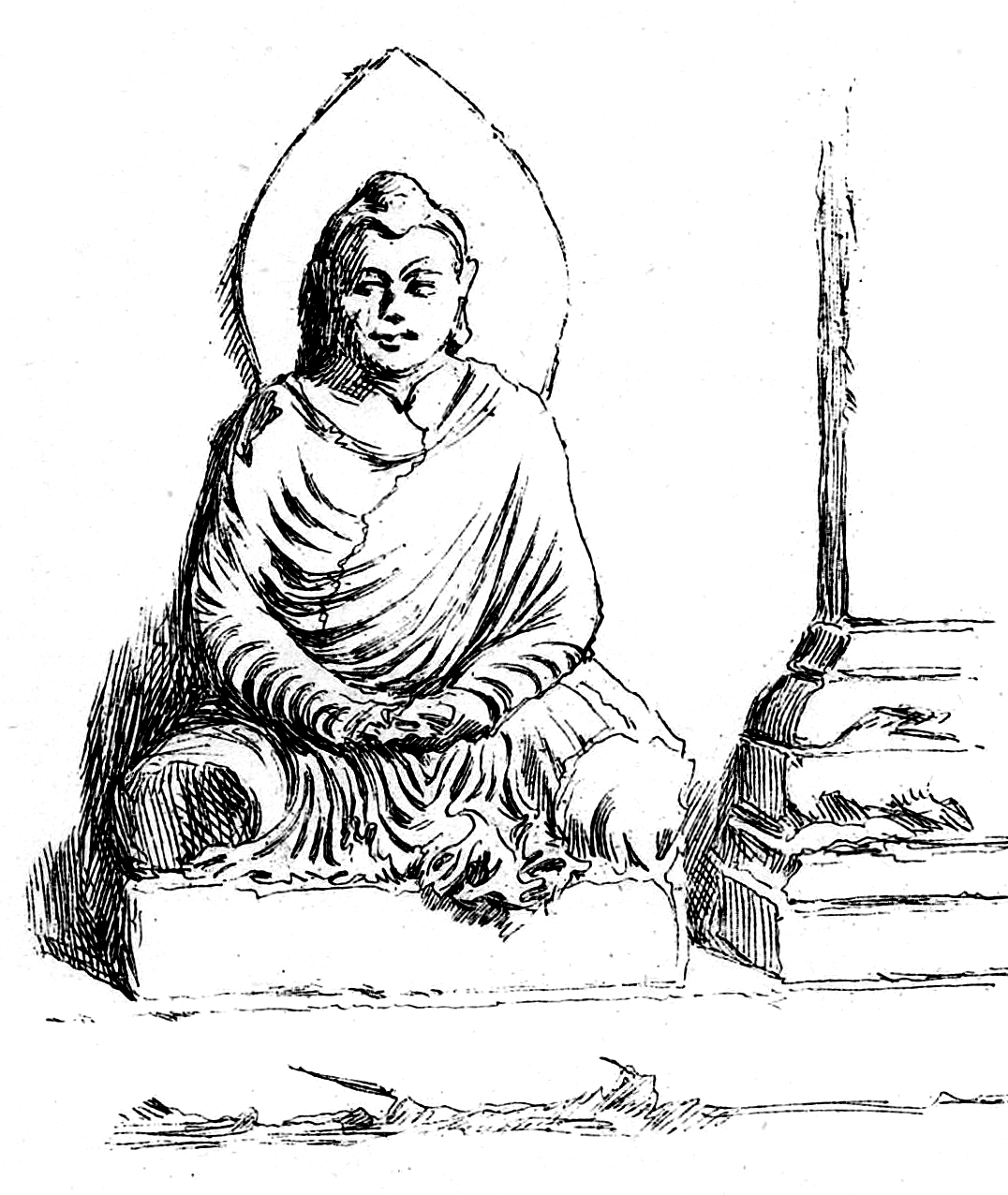
Stupa Ahin Posh Buda, Simpson 1878
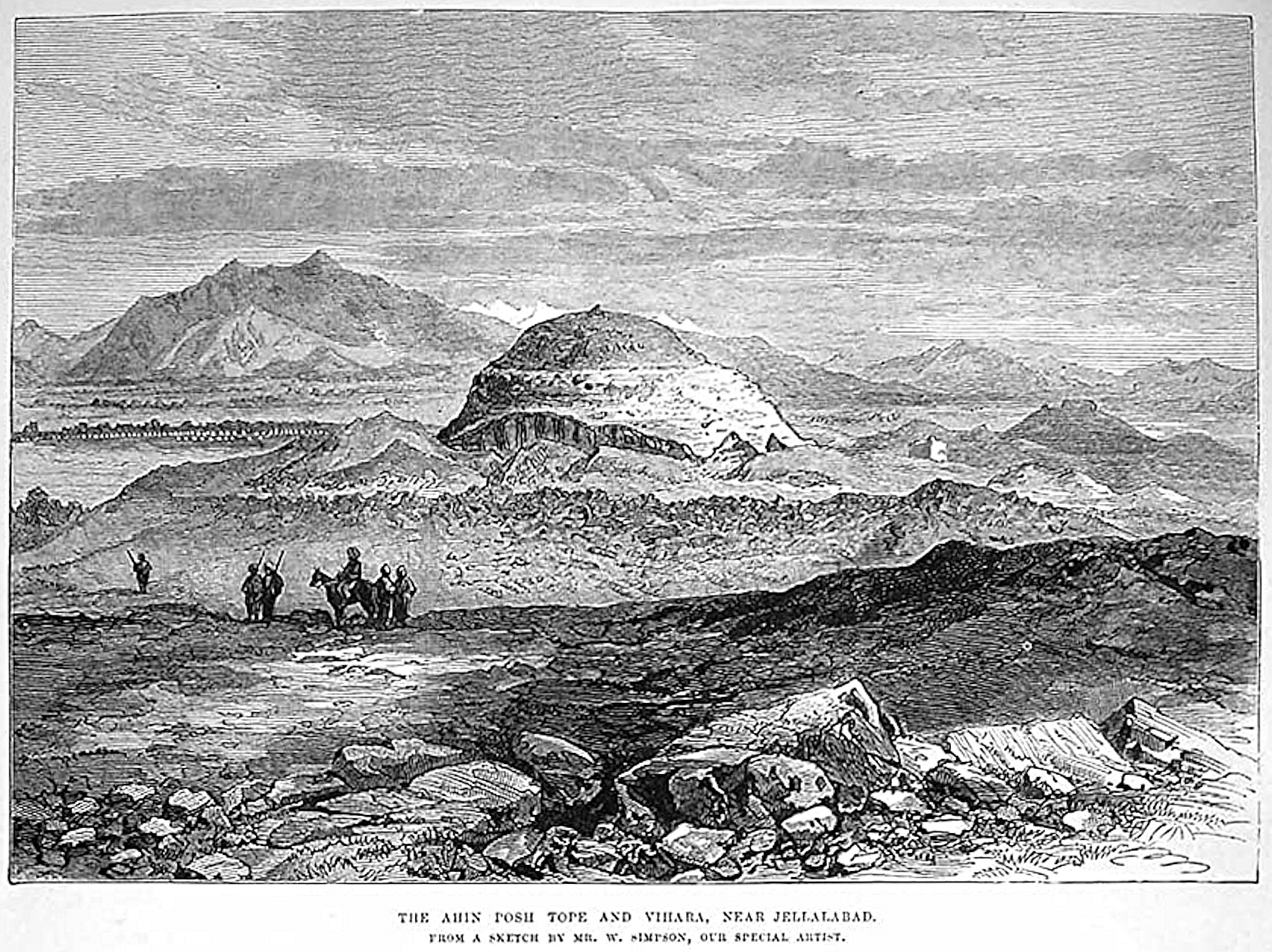
Ruïnes de la stupa d'Ahin Posh, London News, 16 d'agost de 1879
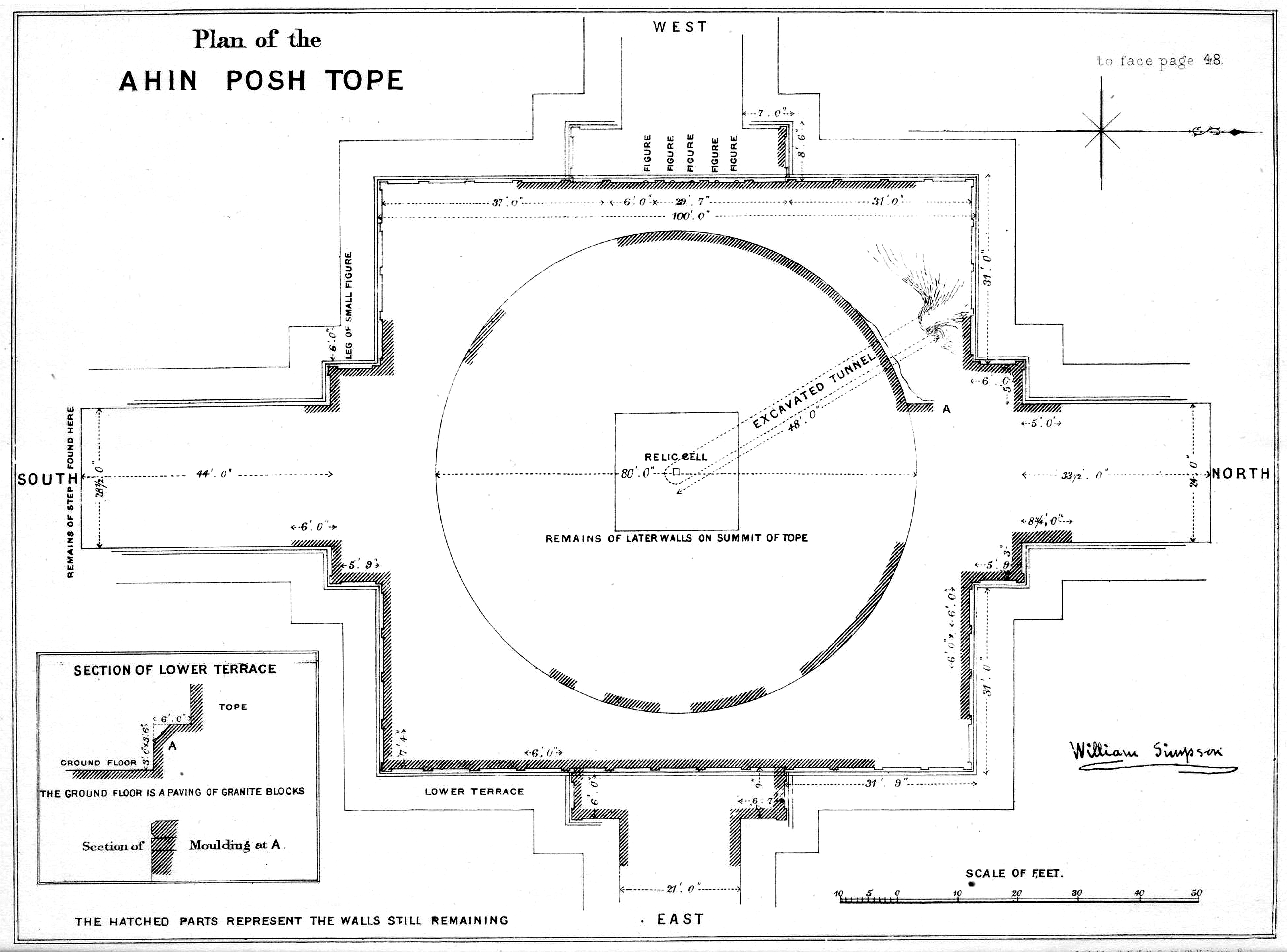
Plànol de la stupa Ahin Posh, de William Simpson el 1878
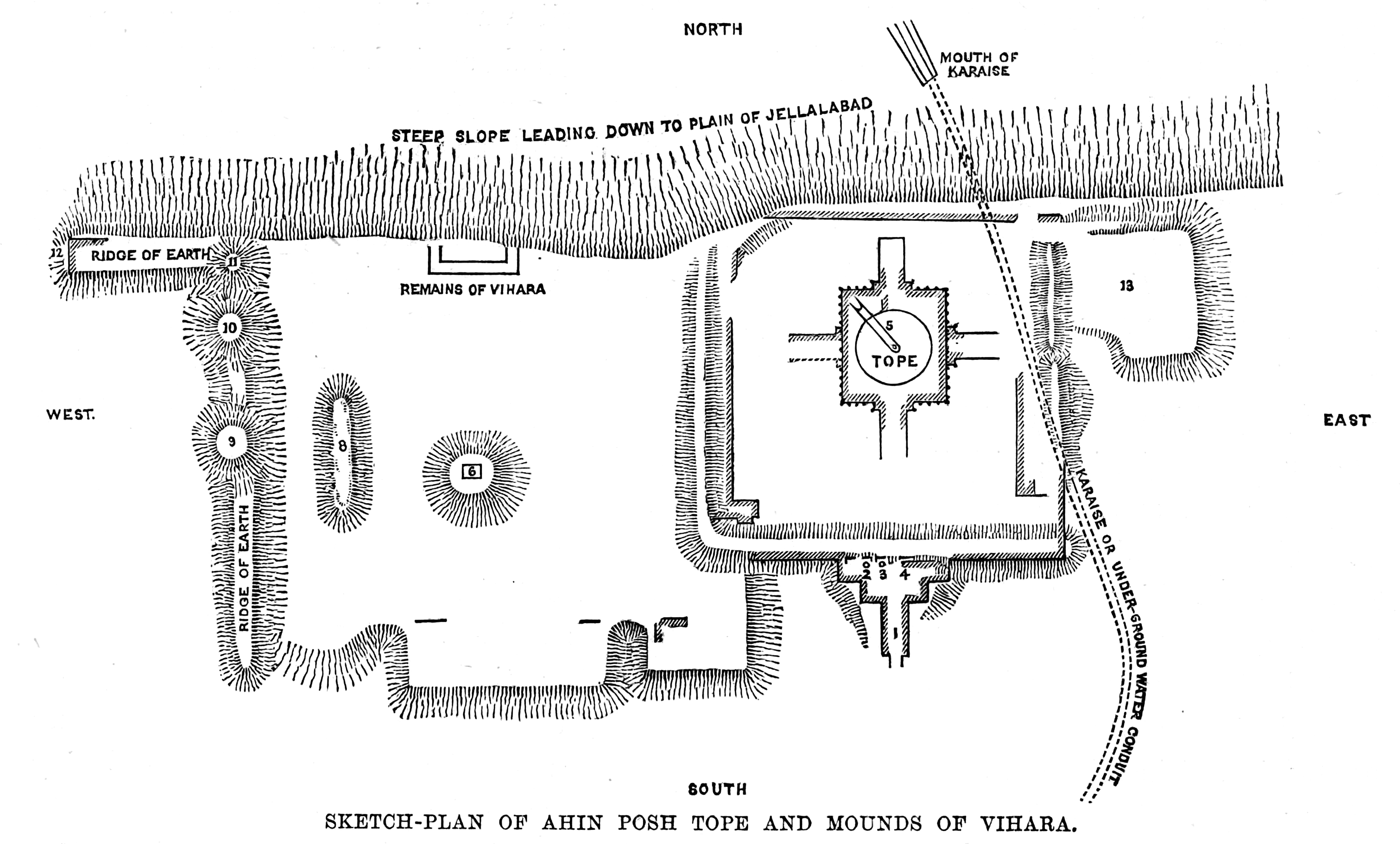
Stupa Ahin Posh i vihara al costat, Simpson, 1878
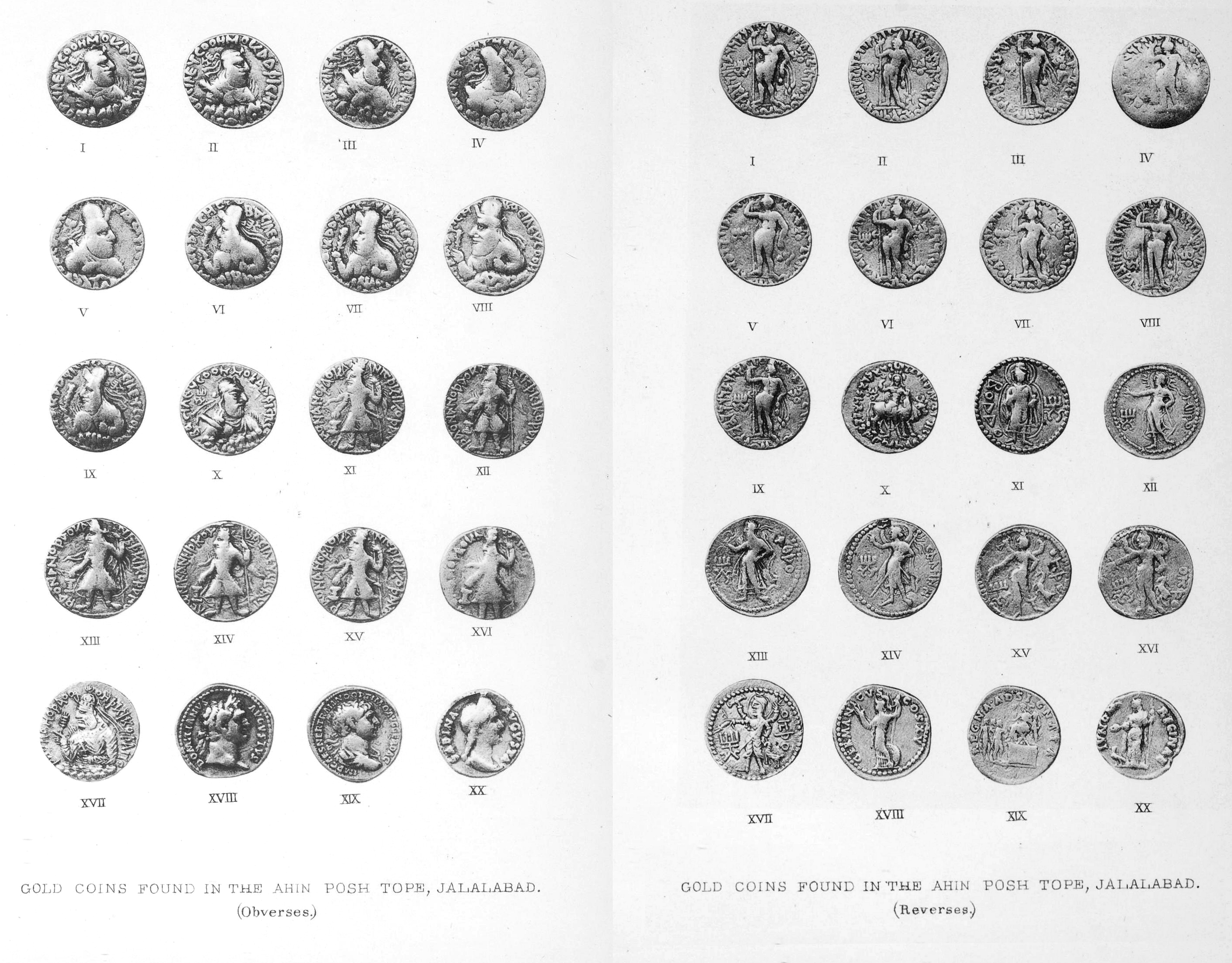
Totes les monedes trobades a la cambra central d'Ahin Posh